# Usher
Usher (født Usher Raymond IV d. 14. oktober 1978 i Chattanooga, Tennessee, USA) er en amerikansk sanger, danser og skuespiller.
Hans femte album Confessions gav ham hans internationale gennembrud i 2004.
Han har på verdensplan solgt over 45.000.000 albums, vundet 5 Grammy Awards og stiftet sit eget pladeselskab US Records
Blandt hans store hits finder man bl.a. "Yeah!", "OMG (feat. Will.I.Am)" og "Love In This Club" og "dj got us falling in love"

## Diskografi
- Usher (1994)
- My Way (1997)
- 8701 (2001)
- Confessions (2004)
- Here I Stand (2008)
- Raymond v. Raymond (2010)
- Looking 4 Myself (2012)
- Hard II Love (2016)
- Confessions 2 (TBA)

## Filmografi
- Moesha som Jeremy (1997–1998)
- The Bold and the Beautiful som Raymond (1998)
- The Faculty (1998)
- She's All That (1999)
- Light It Up (1999)
- Geppetto (2000)
- Texas Rangers (2001)
- All That (2002)
- In the Mix (2005) som Darrell
- Killers (2010) som Kevin
- Justin Bieber: Never Say Never (2011) som Ham selv

For en komplet liste se Ushers filmografi